# Nayel Mehssatou
Nayel Rayan Mehssatou Sepúlveda (* 8. August 2002 in Brüssel) ist ein chilenischer Fußballspieler mit belgisch-marokkanischer Herkunft.

## Karriere

### Verein
Nayel Mehssatou wurde in Belgiens Hauptstadt Brüssel als Sohn eines marokkanischen Vaters und einer chilenischen Mutter geboren. Dort begann er bei Toekomst Relegem das Fußballspielen, wechselte mit sieben Jahren aber schon in die Jugendakademie des RSC Anderlecht. Bei Anderlecht durchlief er alle Jugendteams und unterschrieb 2019 einen Profivertrag, kam in der Division 1A aber nie zum Einsatz. Im Januar 2022 wechselte der überwiegend als Rechtsverteidiger eingesetzte Mehssatou zum Ligakonkurrenten KV Kortrijk, wo er einen Vertrag bis zum Ende der Saison 2024/25 unterschrieb.
In seiner ersten Saison bestritt er fünf von 13 möglichen Ligaspielen für Kortrijk. In der nächsten Saison waren es 27 von 34 möglichen Ligaspielen und drei Pokalspiele. In der Saison 2023/24 waren es 34 von 38 möglichen Ligaspielen, in denen er ein Tor schoss, sowie zwei Pokalspiele.

### Nationalmannschaft
Nayel Mehssatou durfte durch seine drei Staatsbürgerschaften für Marokko, Chile und Belgien auflaufen. In der U-15 absolvierte der Rechtsverteidiger ein Länderspiel für Marokko. Für Belgiens U-15-Junioren war er nominiert, blieb aber ohne Einsatz. Im Oktober 2019 kam Mehssatou zu zwei Länderspielen für das Heimatland seiner Mutter und spielte in Chiles U-17, die sich für die U-17-Weltmeisterschaft qualifizierte, für die Mehssatou jedoch nicht von Trainer Christian Leiva nominiert wurde. Noch im selben Jahr absolvierte der Defensivspieler vier Länderspiele für Belgiens U-18, wobei er einmal gegen Russlands U-18 traf. 
In der  A-Nationalmannschaft gab Mehssatou sein Debüt beim Freundschaftsspiel im Oktober 2022 gegen Südkorea. Danach kam er im Kirin Cup in Japan und in weiteren Freundschaftsspielen zum Einsatz, unter anderem gegen Marokko, das Herkunftsland seines Vaters.